# Eriosema montanum
Eriosema montanum är en ärtväxtart som beskrevs av Baker f. Eriosema montanum ingår i släktet Eriosema och familjen ärtväxter. Inga underarter finns listade i Catalogue of Life.